# Cyryl V (koptyjski patriarcha Aleksandrii)
Cyryl V (ur. w 1830 lub 1831 r.; zm. 7 sierpnia 1927) – 88. patriarcha Kościoła koptyjskiego w latach 1874–1927.